# Militair leiderschap in de Amerikaanse Burgeroorlog

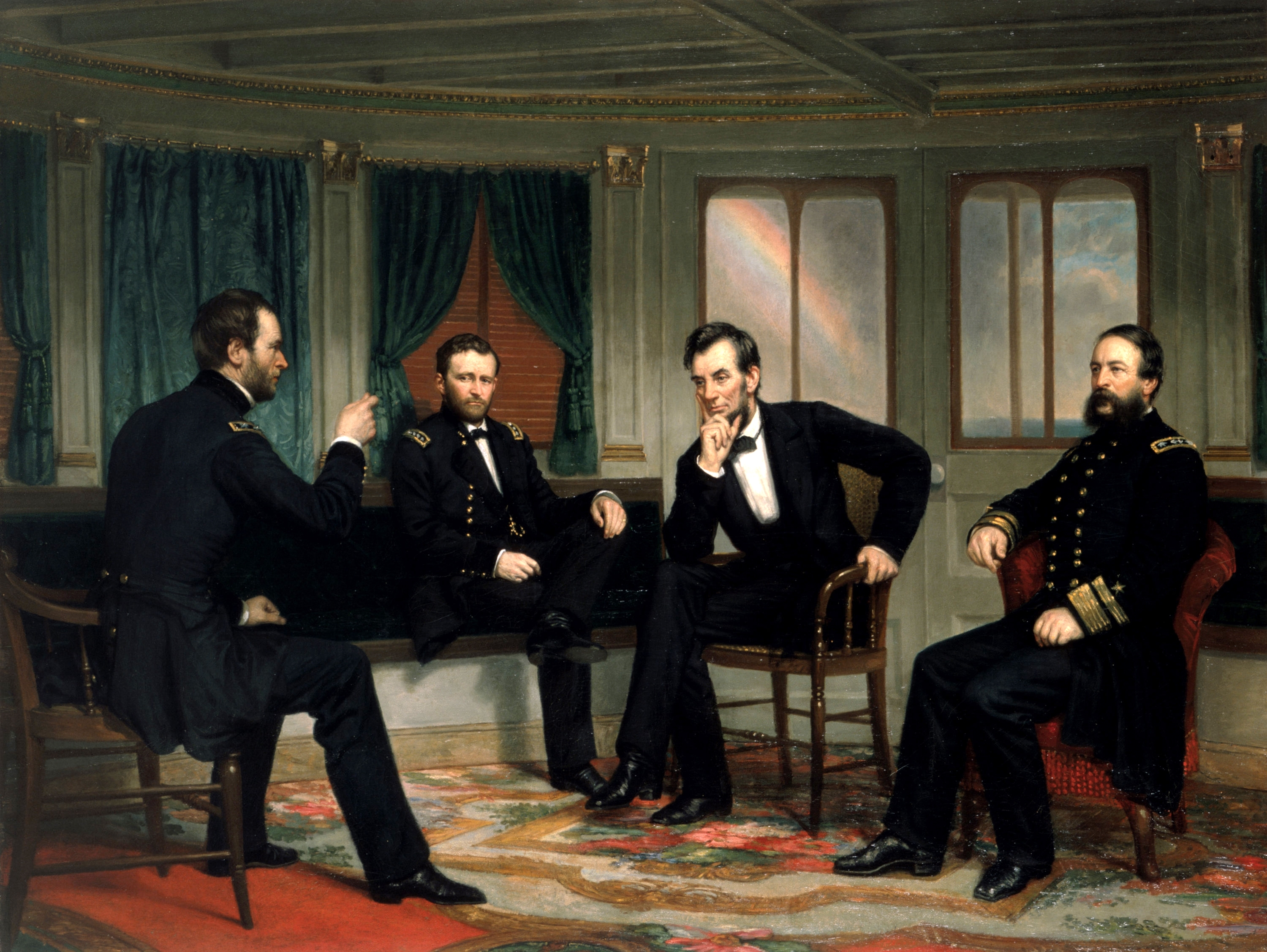
The Peacemakers, met v.l.n.r. William Tecumseh Sherman, Ulysses S. Grant, Abraham Lincoln en David Dixon Porter.

Hieronder staat een lijst van de officieren tijdens de Amerikaanse Burgeroorlog.

## De Unie

President Abraham Lincoln

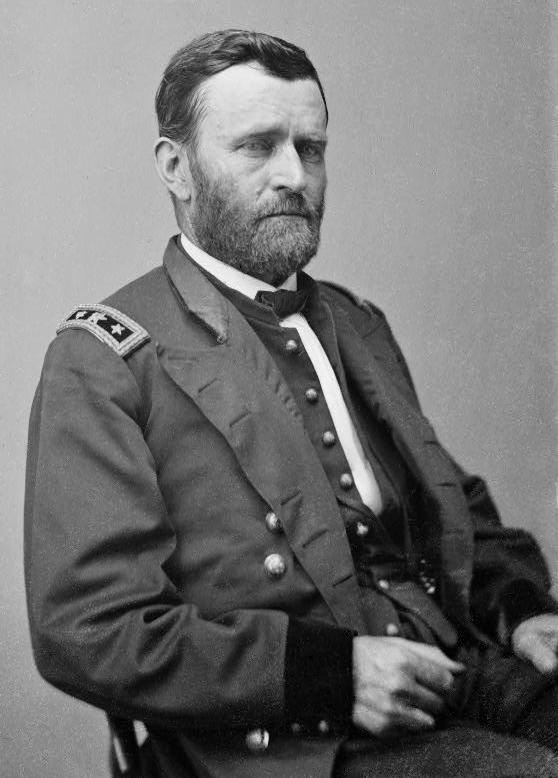
Geneneraal Ulysses S. Grant

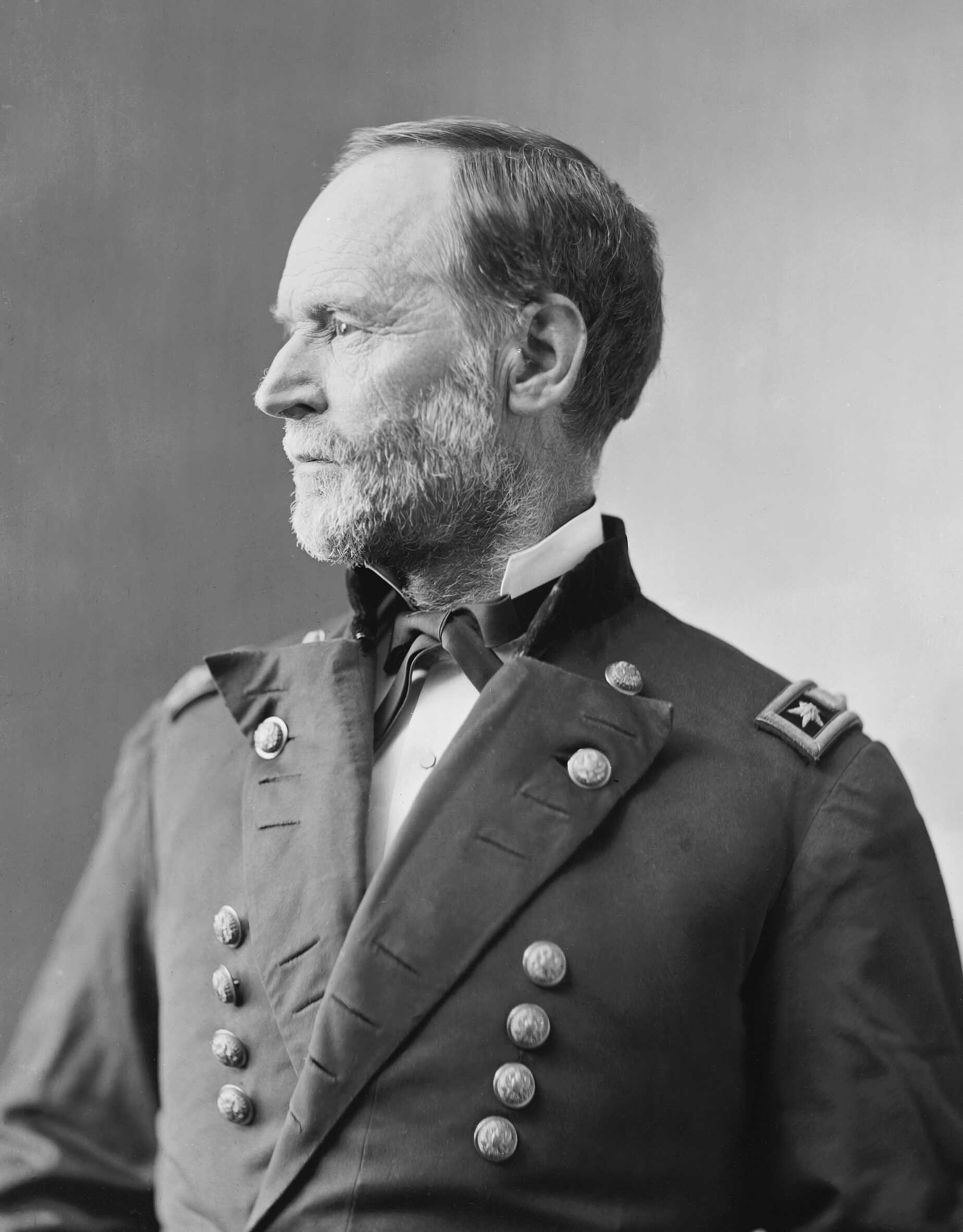
William T. Sherman

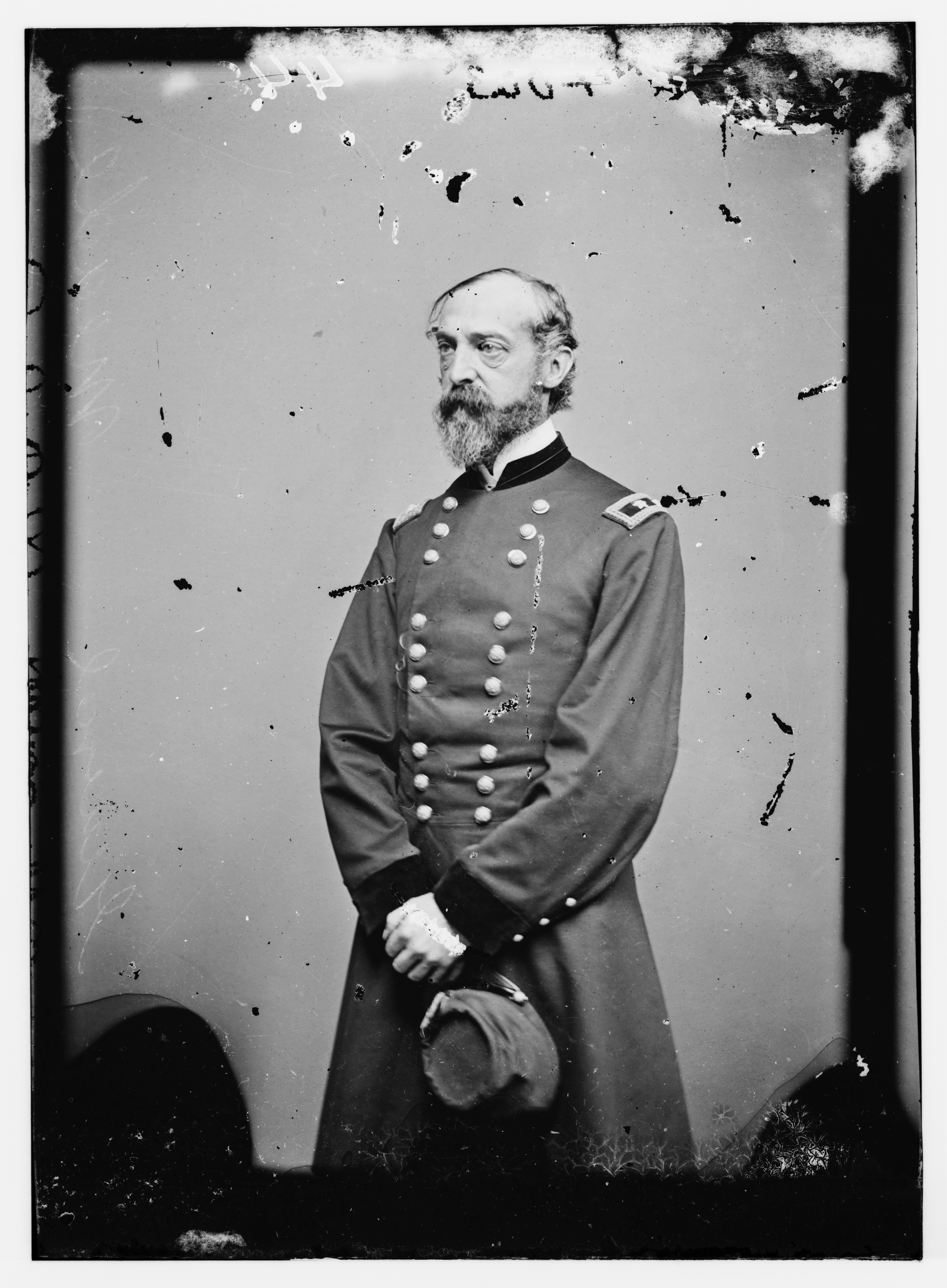
George G. Meade

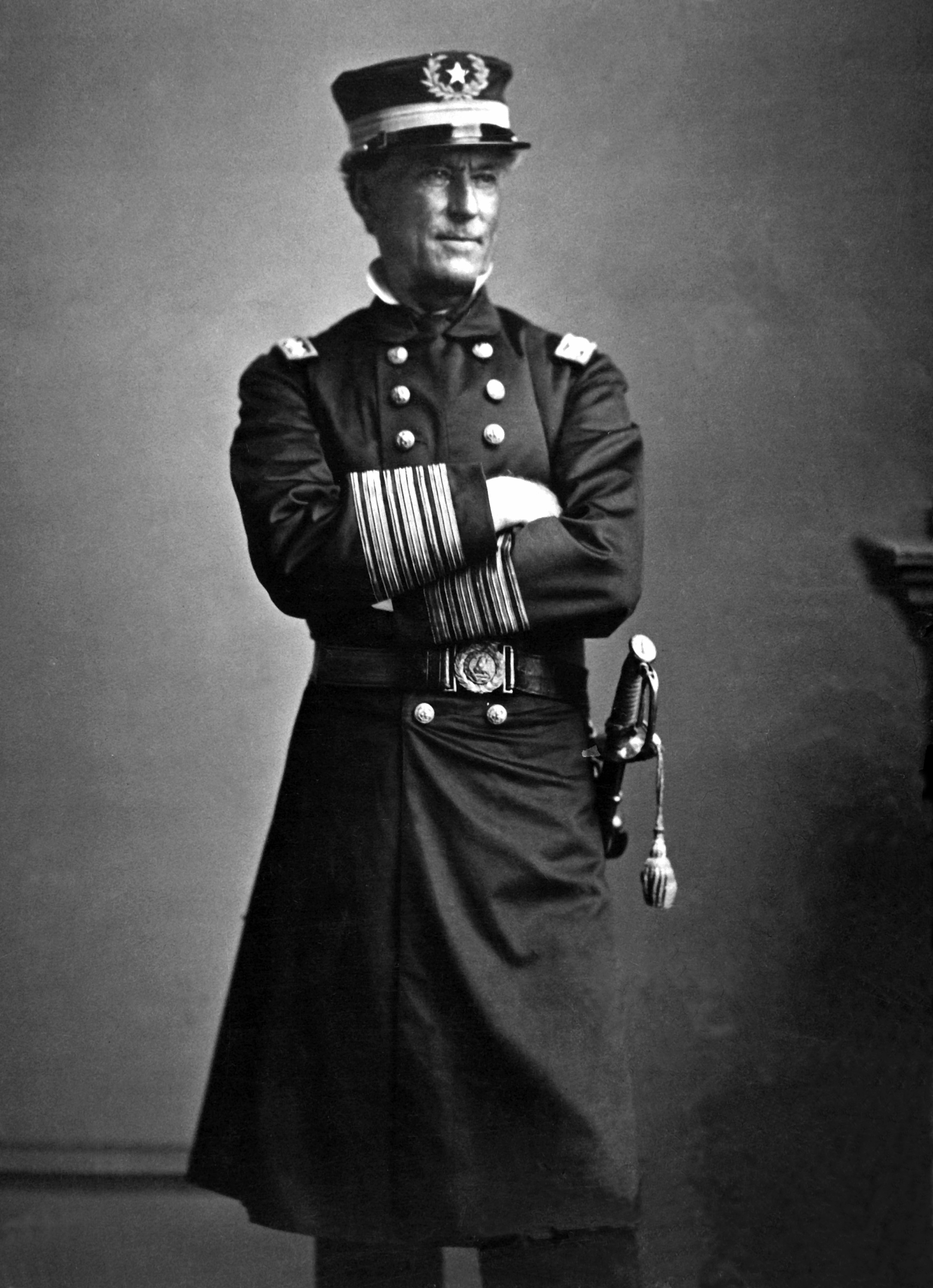
Admiraal David Farragut

### Politieke leiders
- President Abraham Lincoln
- Vice President Hannibal Hamlin/Andrew Johnson
- Minister van oorlog Simon Cameron
- Minister van oorlog Ewin M. Stanton was de vervanger van Cameron.
- (Assistent) Minister van oorlog Thomas A. Scott
- Minister van Zeemacht Gideon Welles
- (Assistent) Minister van Zeemacht Gustavus Fox

### Officieren van het officiële leger
Het officiële leger telde 1080 officieren en 15000 onderofficieren. Veel officieren van het officiële leger hadden minstens een minimum van ervaring.
- Robert Anderson
- Don Carlos Buell
- John Buford
- Ambrose Burnside
- Edward Canby
- Philip St. George Cooke
- Samuel Curtis
- Abner Doubleday
- Ulysses S. Grant
- Henry Wager Halleck
- Winfield Scott Hancock
- Joseph Hooker
- Andrew A. Humphreys
- Henry Jackson Hunt
- George B. McClellan
- Irvin McDowell
- James B. McPherson
- Joseph K. Mansfield
- George Meade
- Montgomery C. Meigs
- Edward Ord
- John Pope
- John F. Reynolds
- William Rosecrans
- John Schofield
- Winfield Scott
- Philip Sheridan
- William T. Sherman
- Andrew Jackson Smith
- William Farrar Smith
- George Stoneman
- George Henry Thomas
- Alfred Thomas Archimedes Torbert
- John E. Wool
- Hugh Judson Kilpatrick

### Leiders in de militie
- Edward D. Baker
- Nathaniel Prentice Banks
- Francis Preston Blair, Jr.
- Benjamin Franklin Butler
- John C. Frémont
- John Alexander McClernand
- Daniel Sickles

### Leiders uit andere landen
- Philippe, Comte de Paris
- Michael Corcoran
- Włodzimierz Krzyżanowski
- Thomas Francis Meagher
- Ely Parker
- Albin F. Schoepf
- Carl Schurz
- Franz Sigel
- Régis de Trobriand
- Ivan Turchaninov

### Leiders in de zeemacht
- John A. Dahlgren
- Charles Henry Davis
- Samuel Francis du Pont
- David Farragut
- Andrew Hull Foote
- Samuel Phillips Lee
- David Dixon Porter
- John Ancrum Winslow
- John Lorimer Worden

## Confederatie

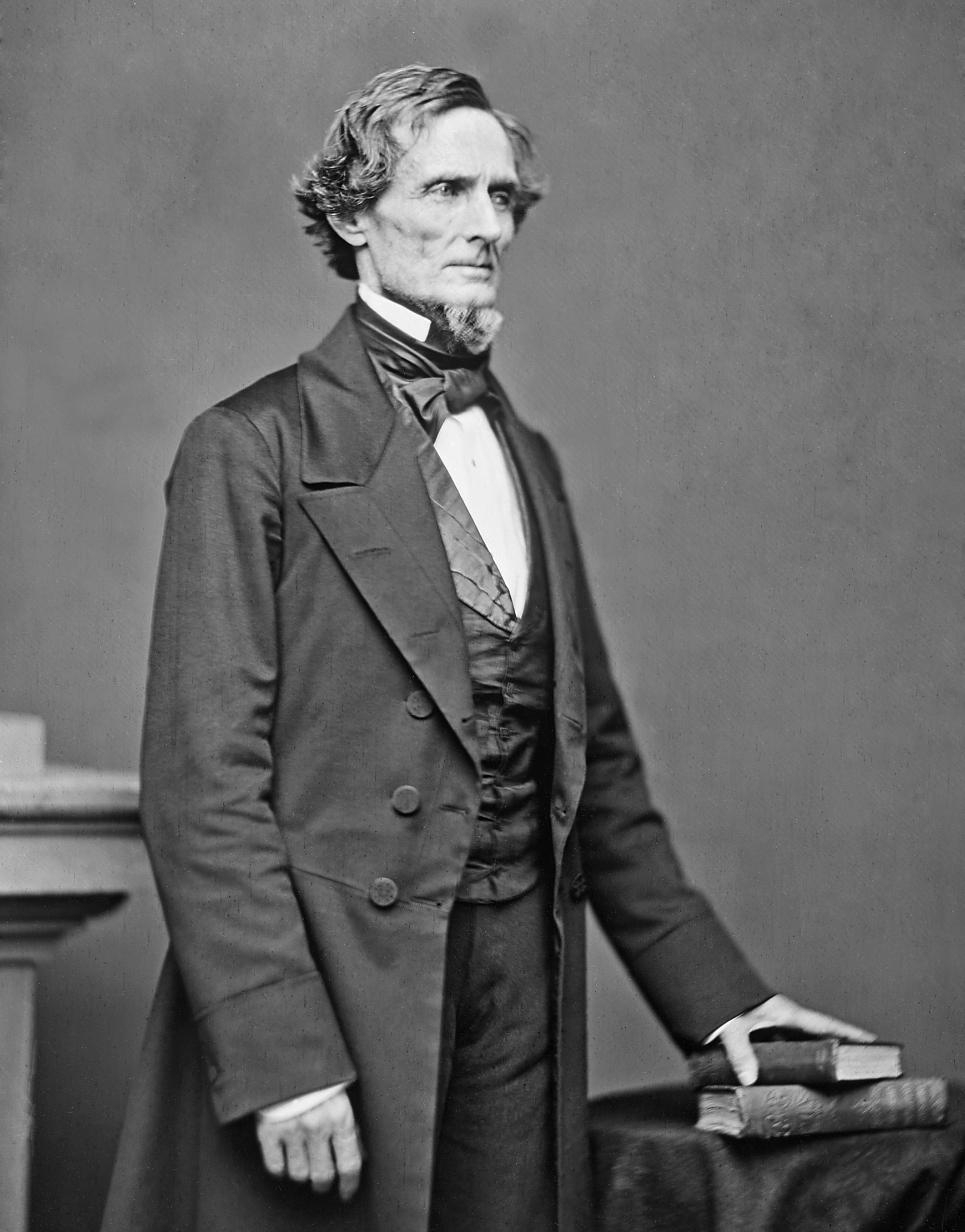
President Jefferson Davis

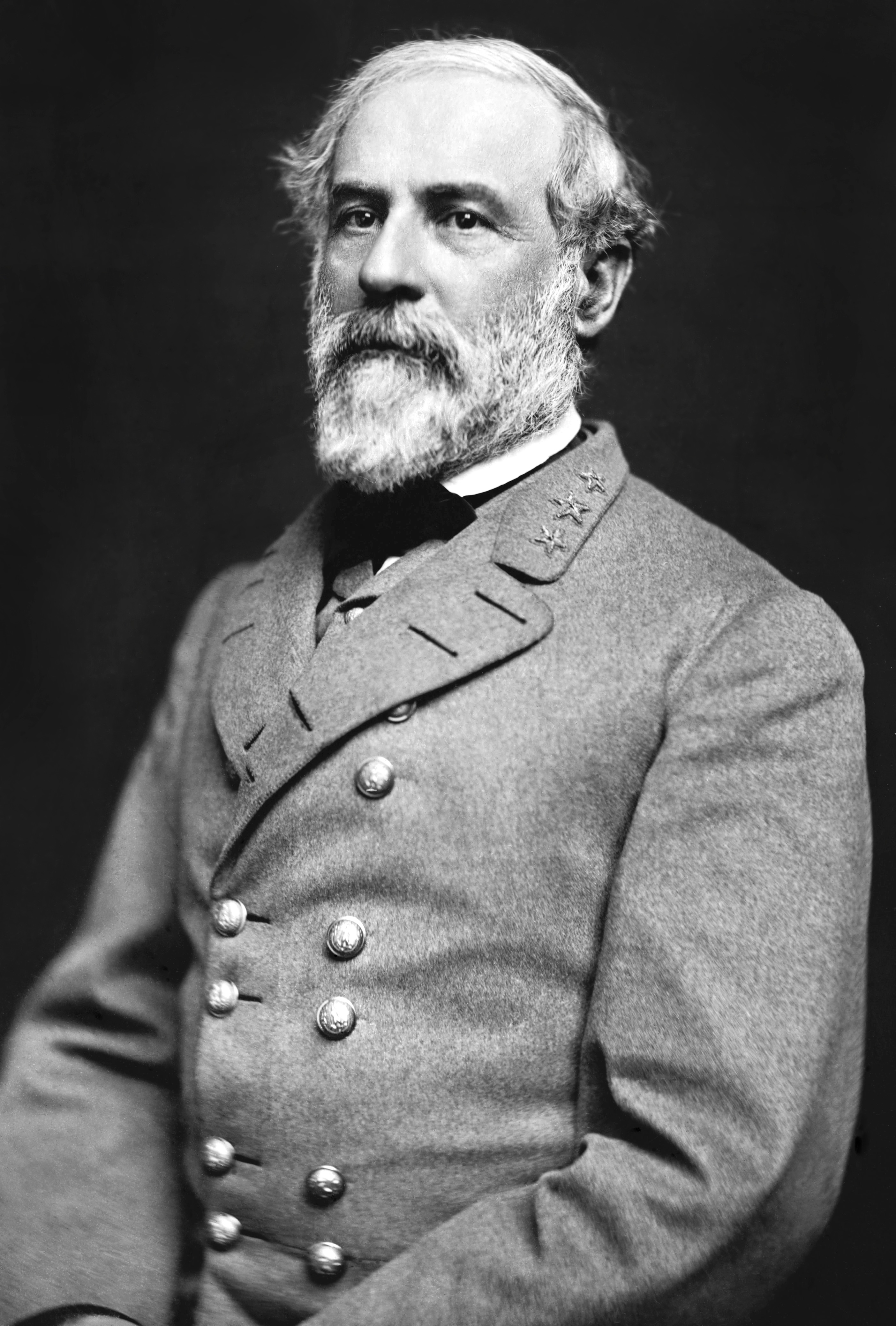
Generaal Robert E. Lee

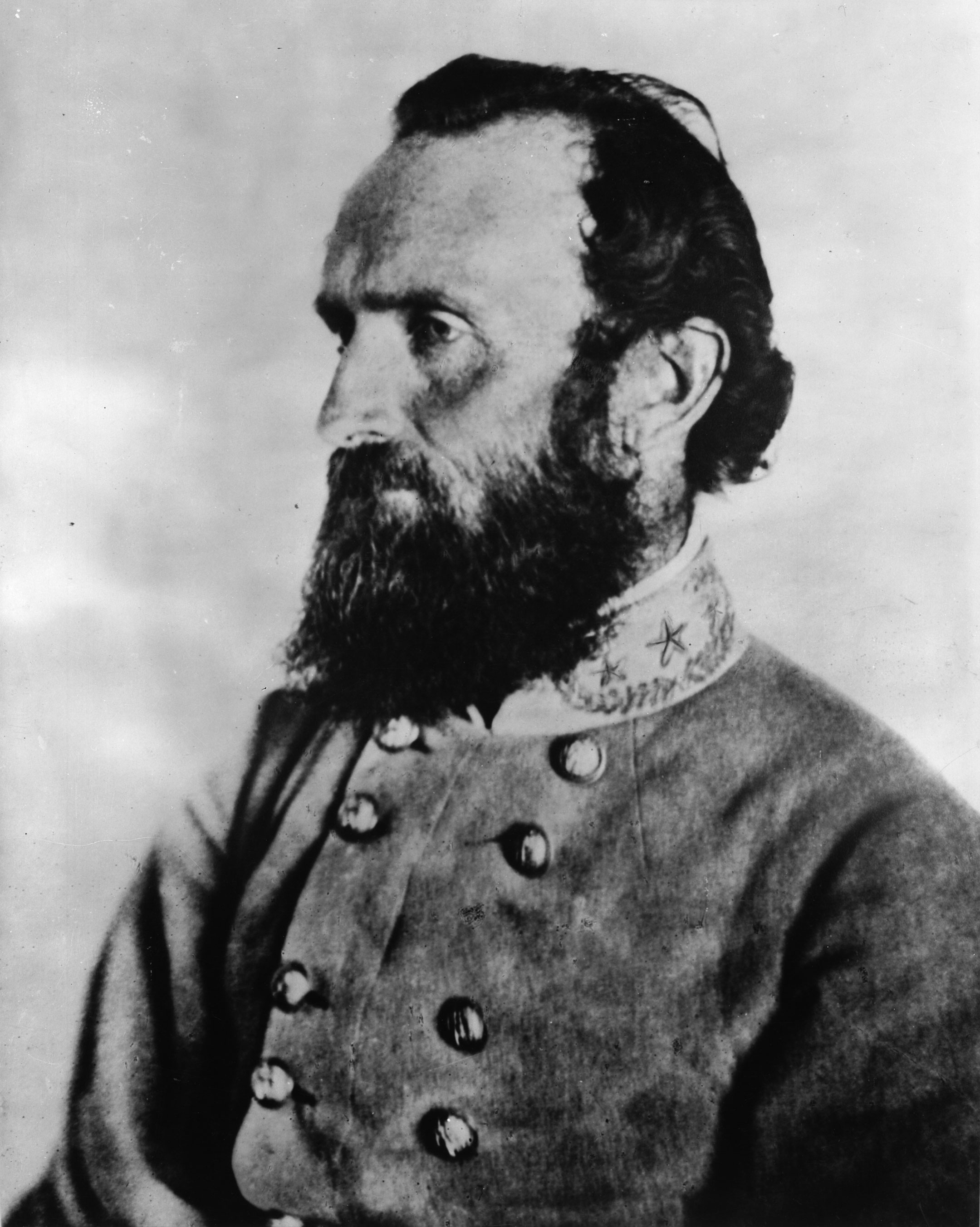
Thomas J. "Stonewall" Jackson

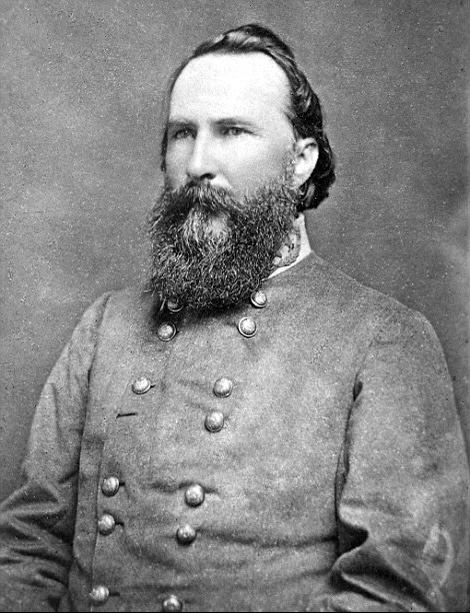
Generaal James Longstreet

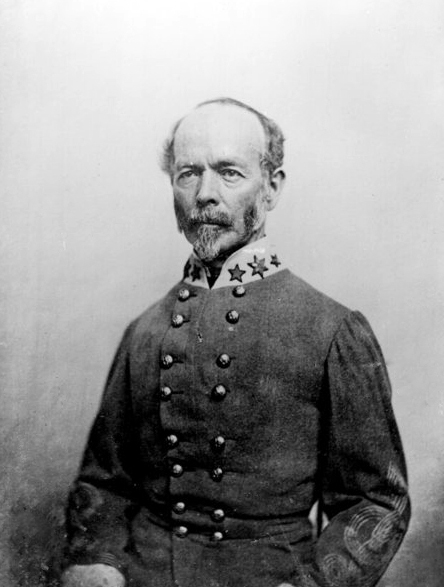
Generaal Joseph E. Johnston

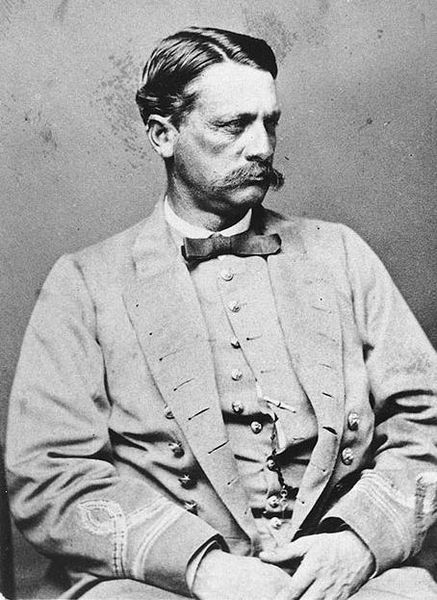
Generaal James Waddell

### Politieke leiders
- President Jefferson Davis
- Leroy Pope Walker
- Judah P. Benjamin
- George W. Randolph
- James Seddon
- John C. Breckinridge
- Minister van Zeemacht Stephen Mallory

### Officieren van het officiële leger
Op het moment van de afscheiding van het zuiden bij de unie, boden 313 noordelijke officieren hun ontslag aan om zich bij de zuidelijke staten aan te werven.
- Richard H. Anderson
- P.G.T. Beauregard
- Braxton Bragg
- Simon Bolivar Buckner
- Samuel Cooper
- Jubal Anderson Early
- Richard Ewell
- Josiah Gorgas
- William J. Hardee
- Ambrose Powell Hill
- Daniel H. Hill
- John Bell Hood
- Thomas J. "Stonewall" Jackson
- Albert Sidney Johnston
- Joseph E. Johnston
- Robert E. Lee
- James Longstreet
- Dabney Herndon Maury
- John Hunt Morgan
- John C. Pemberton
- George Pickett
- Edmund Kirby Smith
- Gustavus Woodson Smith
- J.E.B. Stuart
- Joseph Wheeler

### Leiders in de militie
In de staat Missouri werd er een soort klein militieleger gevormd dat met de zuidelijke partij streed. De commandanten daarvan waren:
- John C. Breckinridge
- Benjamin F. Cheatham
- Nathan Bedford Forrest
- Wade Hampton
- James L. Kemper
- Benjamin McCulloch
- Leonidas Polk
- Sterling Price
- Richard Taylor

### Leiders uit andere landen
- Patrick Cleburne
- Stand Watie
- Camille Armand Jules Marie, Prince de Polignac
- Raleigh E. Colston
- Collett Leventhorpe

### Leiders uit de zeemacht
- John Mercer Brooke
- Isaac Newton Brown
- Franklin Buchanan
- James Dunwoody Bulloch
- Catesby ap Roger Jones
- Matthew Fontaine Maury
- Raphael Semmes
- Josiah Tattnall
- James Iredell Waddell